# Agylla meteura
Agylla meteura är en fjärilsart som beskrevs av George Francis Hampson 1914. Agylla meteura ingår i släktet Agylla och familjen björnspinnare. Inga underarter finns listade i Catalogue of Life.